# 香港電脳節
香港電脳節（ほんこんでんのうせつ）は香港電脳商会が主催する深水 区議会共催の一年に一度の大型イベントである。深水 電脳節とも言う。
大型であるが故に深水 の黄金電脳中心や高登電脳中心の外で決行され香港で最大の屋外の博覧会で入場は無料
香港電脳節の目的として、最新のコンピュータ製品の紹介や香港の電気街と香港経済の促進を促す為に開催される。
香港の著名電気店が一斉に売出すイベントである。